# Île du Derby
L'île du Derby (parfois improprement dénommée île Derby) est un îlot rocheux de l'archipel de Pointe-Géologie (terre Adélie), situé en mer Dumont-d'Urville (océan Austral) au large du continent antarctique.

## Description
Cette petite île rocheuse  de 14 m de haut  est située à 1 km au sud des îles Dumoulin. Elle marquait autrefois l'arrivée dans l'archipel de Pointe-Géologie pour des raids en traîneaux ou en Weasel venant de l'est sur la glace de mer.

## Histoire
Repérée sur les photos aériennes prises lors de l'Opération Highjump de l'US Navy en 1946-1947, l'île est cartographiée en 1950 par la 3e expédition antarctique française en terre Adélie.
Son nom commémore une compétition amicale (« derby ») improvisée entre les deux groupes de raid qui ont exploré l'archipel de Pointe-Géologie en octobre 1950 : l'équipe Astro (deux traîneaux et trois hommes), chargée de déterminer des points astronomiques dans un but de cartographie ; et l'équipe Bio (un traîneau et trois hommes, dont André-Frank Liotard, chef d'expédition), chargée de l'étude des manchots.
Les deux groupes quittent la base de Port-Martin le 13 octobre 1950 et vaquent chacun de leur côté à leurs occupations sur la banquise. Très vite, peut-être encouragés par les chiens, ils se prennent au jeu de la compétition pour parvenir les premiers à l'archipel. Le 15 octobre, devant le glacier de l'Astrolabe, Liotard note dans son journal de raid : « Lentement, nous approchons du glacier qui crache des langues qui s'étalent en spatules. Nous trouvons une passe que nous atteignons à 12 h 35. C'est une cassure de 25 à 50 m de large. [...] De l'autre côté, nous apercevons la première île qui indique Pointe Géologie. Nous y découvrons un signal avec pavillon rouge : les autres sont donc déjà arrivés. »
Le récit de Liotard, comme la carte non publiée établie à l'époque, indique une extension vers le nord de la langue glaciaire de l'Astrolabe bien plus importante qu'elle ne l'est actuellement.